# سلینا فولاس
سلینا فولاس (انگلیسی: Selina Follas؛ زادهٔ ۲۱ ژوئیهٔ ۱۹۷۶) بازیکن سافت‌بال اهل استرالیا است.